# Garde-Inseln
Die Garde-Inseln sind eine kleine Inselgruppe westlich der Antarktischen Halbinsel. Sie gehören zum Archipel der Biscoe-Inseln und liegen 8 km westnordwestlich des Lively Point vor der Südwestküste der Renaud-Insel.
Die Inseln sind erstmals in einer argentinischen Landkarte aus dem Jahr 1957 verzeichnet. Das UK Antarctic Place-Names Committee benannte sie 1959 nach dem dänischen Ozeanographen Thomas Vilhelm Garde (1859–1926), der 1899 ein internationales Programm für die Erfassung der Meereisausdehnung in der Antarktis initiiert hatte.